# برونا کارام
برونا کارام (زاده ۲۶ ژوئیه ۱۹۸۷) یک هنرمند برزیلی است. او بیش از ۲۰ سال است که خواننده، ترانه‌سرا، آهنگساز، رقصنده و بازیگر است.
کارام در سائوپائولو زندگی می‌کند. او سابقه لبنانی دارد. کارام علاوه بر آواز، آکاردئون، پیانو، گیتار و کاواکینو را نیز می‌نوازد و معمولاً یک دفترچه برای نوشتن الهامات غزلی با خود حمل می‌کند.
کارام در ۲۶ ژوئیه ۱۹۸۷ در آواره، شهری در جنوب ایالت سائوپائولو، برزیل به دنیا آمد. او در خانواده ای موزیکال بزرگ شد و توسط خوانندگان، آهنگسازان و نوازندگان مختلف احاطه شده بود: مادربزرگ مادری او، ماریا پیده، خواننده رادیو در دهه ۵۰ بود. پدربزرگ پدری او، جمیل کرم، نوازنده گیتار بود و او خواهرزاده جوکا نوواس، خواننده و آهنگساز برزیلی است.
او در هفت سالگی شروع به مطالعه پیانو کرد. او در ۱۴ سالگی شروع به آموزش دروس رسمی آواز کرد و از آن زمان تاکنون به آنها ادامه می‌دهد.
در سال ۲۰۱۰، کارام مدرک موسیقی را از دانشگاه ایالتی سائوپائولو (UNESP) دریافت کرد. او در سال ۲۰۱۲ تحصیل در رشته تئاتر و بازیگری را آغاز کرد و چندین سال در رشته باله نیز تحصیل کرده‌است.
کارام در مورد افراد تأثیر گذار در زندگی، از ماریا بتانیا، الیس رجینا، نی ماتوگروسو، البا رامالو، لیزا مینلی و ادیت پیاف نام می‌برد. در سال ۲۰۰۵ کارام برنده جایزه "Festival Interunesp 2005 de Ilha Solteira" شد.